# Sporisorium cryptum
Sporisorium cryptum är en svampart som först beskrevs av Daniel McAlpine, och fick sitt nu gällande namn av Vánky 2000. Sporisorium cryptum ingår i släktet Sporisorium och familjen Ustilaginaceae.   Inga underarter finns listade i Catalogue of Life.